# Хей, Сара
Са́ра Хей (англ. Sarah Hay; 16 сентября 1987, Нью-Йорк, Нью-Йорк, США) — американская актриса

, балерина и продюсер. Лауреат премии «Спутник» и номинантка на премию «Золотой глобус» (2016) за роль Клэр Роббинс в мини-сериале «Плоть и кости» (2015).

## Биография и карьера
Сара Хей родилась 16 сентября 1987 года в Нью-Йорке (штат Нью-Йорк, США) в семье психологов, и росла там и в Принстоне, штат Нью-Джерси. У неё есть старший брат и сестра. Её бабушка торговала произведениями искусства в Нью-Йорке, а её дедушка является членом Нью-Йоркской филармонии. Она начала посещать уроки танцев в возрасте трёх лет, а когда ей было восемь лет, она поступила в Школу американского балета в Нью-Йорке, а затем посещала Школу балета Жаклин Кеннеди Онассис в Американском театре балета. Позже она объяснила, что, хотя она была популярна в обычной школе, в балетной школе её считали «неудачницей», потому что она не была богатой. Она описывала себя как «баламуткой» в детстве и решила заниматься балетом профессионально только тогда, когда стала подростком.
Актёрский дебют Сары состоялся в 1997 году с ролью Стефани в фильме «Ты приглашена на балетную вечеринку Мэри-Кейт и Эшли» с Мэри-Кейт Олсен и Эшли Олсен в главных ролях. Она дебютировала в кино в 2010 году, сыграв танцовщицу в фильме «Чёрный лебедь», но не считала себя актрисой, пока не сыграла в мини-сериале Starz «Плоть и кости». Исполнительный продюсер Мойра Уолли-Бекетт и её команда рассмотрели более тысячи балерин на главную роль Клэр Роббинс, а хореограф сериала Итан Стифель начал запрашивать кадры исполнения балета по электронной почте у большего количества танцоров. После возвращения отснятого материала Хей была приглашена в Нью-Йорк на прослушивание, и через час получила роль. Работа принесла Хей премию «Спутник» и номинации на премии «Золотой глобус», «Выбор телевизионных критиков» и «Women’s Image Network Awards».

## Избранная фильмография
| Год  |    | Русское название | Оригинальное название | Роль                   |
| ---- | -- | ---------------- | --------------------- | ---------------------- |
| 2010 | ф  | Чёрный лебедь    | Black Swan            | Танцовщица кордебалета |
| 2015 | мс | Плоть и кости    | Flesh and Bone        | Клэр Роббинс           |
| 2017 | с  | Умираю со смеху  | I'm Dying Up Here     | Тони Ли                |
| 2017 | с  | Комната 104      | Room 104              | Девушка                |
| 2018 | с  | 9-1-1            | 9-1-1                 | Джесси                 |
| 2018 | ф  | Химера           | Braid                 | Тильда                 |